# Sinanlı, Haymana
Sinanlı là một xã thuộc huyện Haymana, tỉnh Ankara, Thổ Nhĩ Kỳ. Dân số thời điểm năm 2011 là 1.103 người.